# Bem complementar

Três curvas de indiferença de bens complementares.

Um bem complementar é um bem cujo aumento de seu consumo resulta igualmente no aumento do consumo de outro; em geral indica um produto que deve ser consumido conjuntamente com outro. O oposto de bem complementar é o bem substituto.
Um exemplo de bens complementares é o do pão com o fiambre. Se o preço do fiambre baixar, para além de haver um aumento da quantidade consumida de fiambre, também haverá um aumento da quantidade consumida de pão, uma vez que os dois são frequentemente oferecidos em conjunto.
Um bem complementar perfeito é um bem que tem de ser consumido em conjunto com outro bem. Muitos bens do mundo real exibem características próximas da complementaridade perfeita. Um exemplo seria o sapato esquerdo e o direito.
O grau de complementaridade não é necessariamente mútuo e pode ser avaliado pela Elasticidade preço da demanda cruzada. No caso de video-games, um video-game específico, o bem complementar, tem que ser consumido com um console de video-game, o bem base. A recíproca não é verdadeira: o console de video-game não necessita daquele video-game específico para funcionar.
No marketing, bens complementares elevam o poder de mercado de uma empresa porque permitem fidelidade ao vendedor por aumentar o custo de troca. Alguns tipos de estratégias de preços existem para bens complementares e seus bens bases:
- Preço do bem base a nível relativamente baixo em relação ao bem complementar - isso permite uma fácil inclusão de novos consumidores (ex.: impressoras vs. cartuchos de tinta)
- Preço do bem base a nível relativamente alto em relação ao bem complementar - isso cria uma barreira para a entrada e saída de consumidores (ex.: taxas de clubes de golfe vs. taxas de campo)